# فابریس ریچارد
فابریس ریچارد (انگلیسی: Fabrice Richard؛ زادهٔ ۱۶ اوت ۱۹۷۳) بازیکن فوتبال اهل فرانسه است.
از باشگاه‌هایی که در آن بازی کرده‌است می‌توان به باشگاه فوتبال ستاره سرخ، باشگاه فوتبال کولچستر یونایتد، و باشگاه فوتبال آژاکسیو اشاره کرد.